# 傑佛遜鎮區 (密蘇里州哈里森縣)
傑佛遜鎮區（英語：Jefferson Township）是位於美國密蘇里州哈里森縣的一個行政鎮區。

## 地方資料
傑佛遜鎮區的面積為93.58平方千米，當中陸地面積為92.83平方千米，而水域面積為0.75平方千米。根據2020年美國人口普查的數據，當地共有人口167人，而人口密度為每平方千米1.78人。